# سكوت غورهام
سكوت غورهام (بالإنجليزية: Scott Gorham)‏ هو ملحن وعازف قيثارة أمريكي، ولد في 17 مارس 1951 في غلينديل في الولايات المتحدة.

## وصلات خارجية
- سكوت غورهام على موقع IMDb (الإنجليزية)
- سكوت غورهام على موقع ميوزك برينز (الإنجليزية)
- سكوت غورهام على موقع أول ميوزيك (الإنجليزية)
- سكوت غورهام على موقع ديسكوغز (الإنجليزية)